# Kalle Kaljurand
Kalle Kaljurand (* 12. Mai 1960 in Tartu) ist ein estnischer Badmintonspieler. 

## Karriere
Kalle Kaljurand ist achtfacher estnischer Meister im Badminton. Vier Titel davon gewann er im Herrendoppel, drei im Mixed und einen im Einzel.

## Sportliche Erfolge
| Saison | Veranstaltung                  | Disziplin    | Platz | Name                                 |
| ------ | ------------------------------ | ------------ | ----- | ------------------------------------ |
| 1982   | Estland: Einzelmeisterschaften | Mixed        | 1     | Kalle Kalle Kaljurand / Ann Avarlaid |
| 1983   | Estland: Einzelmeisterschaften | Mixed        | 1     | Kalle Kaljurand / Anna Avarlaid      |
| 1984   | Estland: Einzelmeisterschaften | Herrendoppel | 1     | Kalle Kaljurand / Ivar Kask          |
| 1985   | Estland: Einzelmeisterschaften | Herreneinzel | 1     | Kalle Kaljurand                      |
| 1985   | Estland: Einzelmeisterschaften | Herrendoppel | 1     | Kalle Kaljurand / Ivar Kask          |
| 1988   | Estland: Einzelmeisterschaften | Mixed        | 1     | Kalle Kaljurand / Marina Kaljurand   |
| 1990   | Estland: Einzelmeisterschaften | Herrendoppel | 1     | Ain Matvere / Kalle Kaljurand        |
| 1991   | Estland: Einzelmeisterschaften | Herrendoppel | 1     | Ain Matvere / Kalle Kaljurand        |

## Familie
Kalle Kaljurand ist mit der ehemaligen Badmintonspielerin und estnischen Diplomatin Marina Kaljurand verheiratet. Sie gewann mehrere nationale Titel in Estland. Das Paar hat die Tochter Kaisa und den Sohn Kristjan. Beide Kinder sind ebenfalls als Badmintonspieler aktiv.